# Gaston Häni
Gaston Häni (* 7. April 1951; † 20. Dezember 2023 in Arbon) war ein Schweizer Schauspieler und Clowndarsteller.

## Leben
Häni, der unter seinem Vornamen Gaston als klassischer Clown (dummer August) bekannt wurde, stammte aus einer Schweizer Zirkusfamilie. Sein Onkel war der bekannte Clown Jean Andreff, von welchem er sein Können erlernte. 1973 lernte er seinen langjährigen Manegen- und Bühnenpartner Rolf Knie kennen. Gemeinsam mit Rolf Knie und dem Weissclown Pipo Sosman ging Gaston mit dem Schweizer National-Circus Knie von 1973 bis 1977 auf Tournee. Auf der Knie-Tournée 1977 spielte Gaston zusammen mit Rolf Knie das Clown-Entreé „Der Boxkampf“, das im Dokumentarfilm „Circus Blues“ (1978) von Oliver Matthias Meyer dokumentiert wurde. Ende der Saison wurde das Clown-Entrée „Der Boxkampf“ mit Rolf Knie jun. ans Circus Festival von Monte Carlo eingeladen und von Fürst Rainer ausgezeichnet.
Nachdem Rolf Knie 1984 den Circus Knie verliess, schlossen sich Rolf Knie, Gaston Häni, Pipo Sosman und Valentina Pellanda zu einer Theatergruppe zusammen und realisierten Bühnenshows und Filme. Das von Jiří Menzel inszenierte Bühnenstück «Wir machen Spass» hatte seine Premiere im Schauspielhaus Zürich im April 1984 und wurde zu einem erfolgreichen Theater-Spektakel (1984–1986) in der Schweiz, Deutschland und Österreich. Von 1977 bis 1986 trat er mit ihm und Pipo in vielen deutschsprachigen Unterhaltungsshows auf wie zum Beispiel in den Shows Teleboy oder Verstehen Sie Spaß? von Kurt Felix.
Mit Rolf Knie drehte er 1981 den Fernsehfilm «Hotel» und 1982 den Fernsehfilm «Die Grafen», beide unter der Regie von Max Sieber.
1986 drehte er wieder mit Rolf Knie und Pipo Sosman den Kino-Film Die Schokoladen-Schnüffler (in Deutschland: Der Mörder mit der Tigerkralle), der auch in deutschen Kinosälen gezeigt wurde. Mit der Figur des «Mack» hatte er im gleichen Jahr eine Nebenrolle im amerikanischen Spielfilm Abenteuer im Spielzeugland zusammen mit Rolf Knie und Pipo Sosman.
Gaston Häni wurde erstmals 1976 ans Circus Festival von Monte Carlo eingeladen und von Fürst Rainer ausgezeichnet. Zusammen mit Pipo Sosman machte Gaston Häni 1993 eine Deutschland-Tournee im Circus Roncalli. Ab 1997 war Gaston Häni zusammen mit Frithjof und Roby Gasser und ab 1999 seinem neuen Partner Roli Noirjean mit dem Circus Royal auf Tournee. Seit Jahren waren Gaston & Roli ein fester Bestandteil im Weihnachts-Circus Conelli in Zürich mit ihren klassischen Clown-Entrées und selber kreierten Clown-Nummern und machen verschiedene Gastspiele mit dem «Crazy Hotel» in der Schweiz. Ab 2011 war Gaston zusammen mit Roli im Schweizer «Circus Nock» engagiert, in welchem er bereits 1968 an der Seite seiner Mutter – einer begnadeten Clownin – erstmals aufgetreten ist. 2015 absolvierte Gaston mit dem Circus Nock seine letzte Schweizer-Tournee. Das Leben mit den Wander-Circus hat er abgeschlossen; Gaston und Roli traten weiterhin an Galas und im Weihnachts-Circus Conelli als Star-Clowns auf. 2017 erhielt Clown Gaston beim internationalen Circus-Festival in Val d’Oise – Dumont bei Paris den „Lifetime Achievement Award“.
Ab 1990 lebte Gaston Häni in Arbon im Kanton Thurgau. Er starb am 20. Dezember 2023 im Alter von 72 Jahren nach längerer Krebserkrankung.
Der Kino-Dokumentarfilm «Gaston -Last Clown Standing» wurde als Welt-Premiere in Arbon am 11. August 2024 am "Open Air Kino Arbon" gezeigt. Kinostart: Deutschschweiz: September 2024.

## Filmografie (Auswahl)
- 1977: Circus Blues (Dokumentarfilm)
- 1981: Hotel
- 1982: Die Grafen
- 1986: Die Schokoladen-Schnüffler (Der Mörder mit der Tigerkralle)
- 1986: Abenteuer im Spielzeugland
- 1994: Tatort – Geschlossene Akten
- 2023: Gaston – Last Clown Standing (Dokumentarfilm)[3]